# 町屋駅
町屋駅（まちやえき）は、東京都荒川区荒川七丁目および町屋一丁目にある、京成電鉄・東京地下鉄（東京メトロ）の駅である。
本項では、両駅に近接する東京都交通局都電荒川線（東京さくらトラム）の町屋駅前停留場（まちやえきまえていりゅうじょう）についても記す。

## 乗り入れ路線
京成電鉄の本線と東京メトロの千代田線の2路線が乗り入れ、両線の駅施設の間に都電荒川線の町屋駅前停留場が隣接する。各路線ごとに駅番号が付与されている。
- 京成本線 - 駅番号はKS04。
- 東京メトロ千代田線 - 駅番号はC 17。
- 都電荒川線 - 駅番号はSA 06。

## 歴史
最初に開業したのは、後に東京都電車（都電）となる王子電気軌道の停留場であり、その後京成電気軌道が当地に町屋駅を設置してからは、2つの軌道路線の乗り換え地点となった。その後1945年（昭和20年）に京成本線は軌道路線から鉄道路線となり（同年、京成電気軌道は京成電鉄に改称）、後年に千代田線の駅が開業し現在に至る。
- 1913年（大正2年）4月1日：王子電気軌道三ノ輪（現・三ノ輪橋） - 飛鳥山下（現・梶原）間開業時に稲荷前停留場として開業。
- 1931年（昭和6年）12月19日：京成電気軌道の駅が開業。
- 1942年（昭和17年）2月1日：王子電気軌道が東京市に譲渡され東京市電（現・東京都電車）三河島線（現・荒川線）となる。
- 1951年（昭和26年）：都電の停留場が町屋一丁目停留場に改称となる。
- 1968年（昭和43年）：京成線ホームが千住大橋方へ、8両対応に延伸[1]。
- 1969年（昭和44年）12月20日：帝都高速度交通営団（営団地下鉄）千代田線の町屋駅が開業。
- 1977年（昭和52年）：都電の町屋一丁目停留場が町屋駅前停留場に改称となる。
- 2004年（平成16年）4月1日：営団地下鉄民営化に伴い、東京メトロに継承される[2]。
- 2007年（平成19年）3月18日：ICカード「PASMO」の利用が可能となる[3]。
- 2018年（平成30年）10月27日：千代田線ホームに発車メロディを導入。

## 駅構造

### 京成電鉄
島式ホーム1面2線を有する高架駅。ホーム中程には待合室が設置されている。
2002年（平成14年）10月12日のダイヤ改正以前は急行停車駅であった。

#### のりば
| 番線 | 路線     | 方向 | 行先                                              |
| ---- | -------- | ---- | ------------------------------------------------- |
| 1    | 京成本線 | 上り | 日暮里・京成上野方面                              |
| 2    | 京成本線 | 下り | 青砥・京成高砂・京成船橋・ 成田空港・京成千葉方面 |

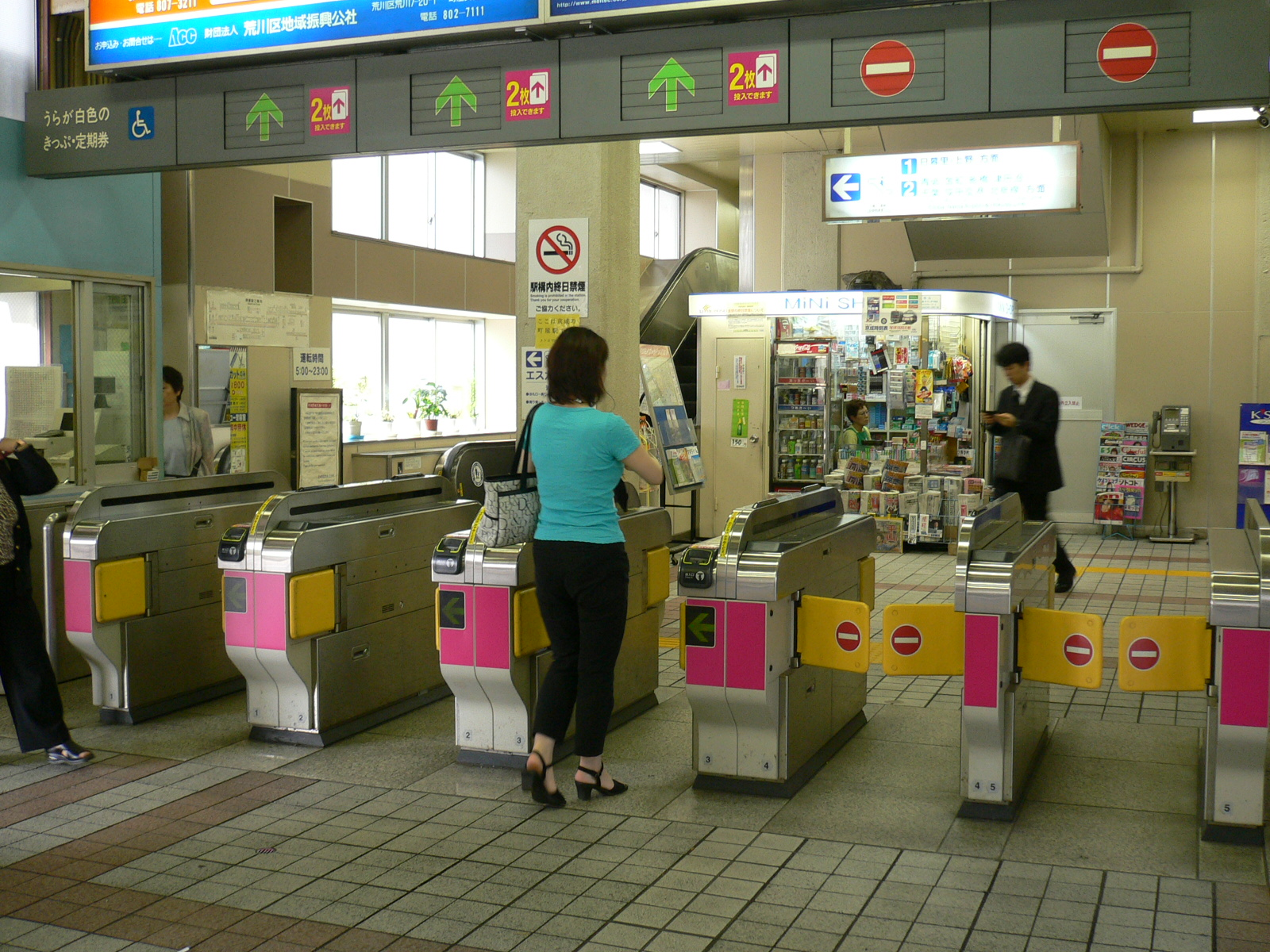
改札口（2005年6月）
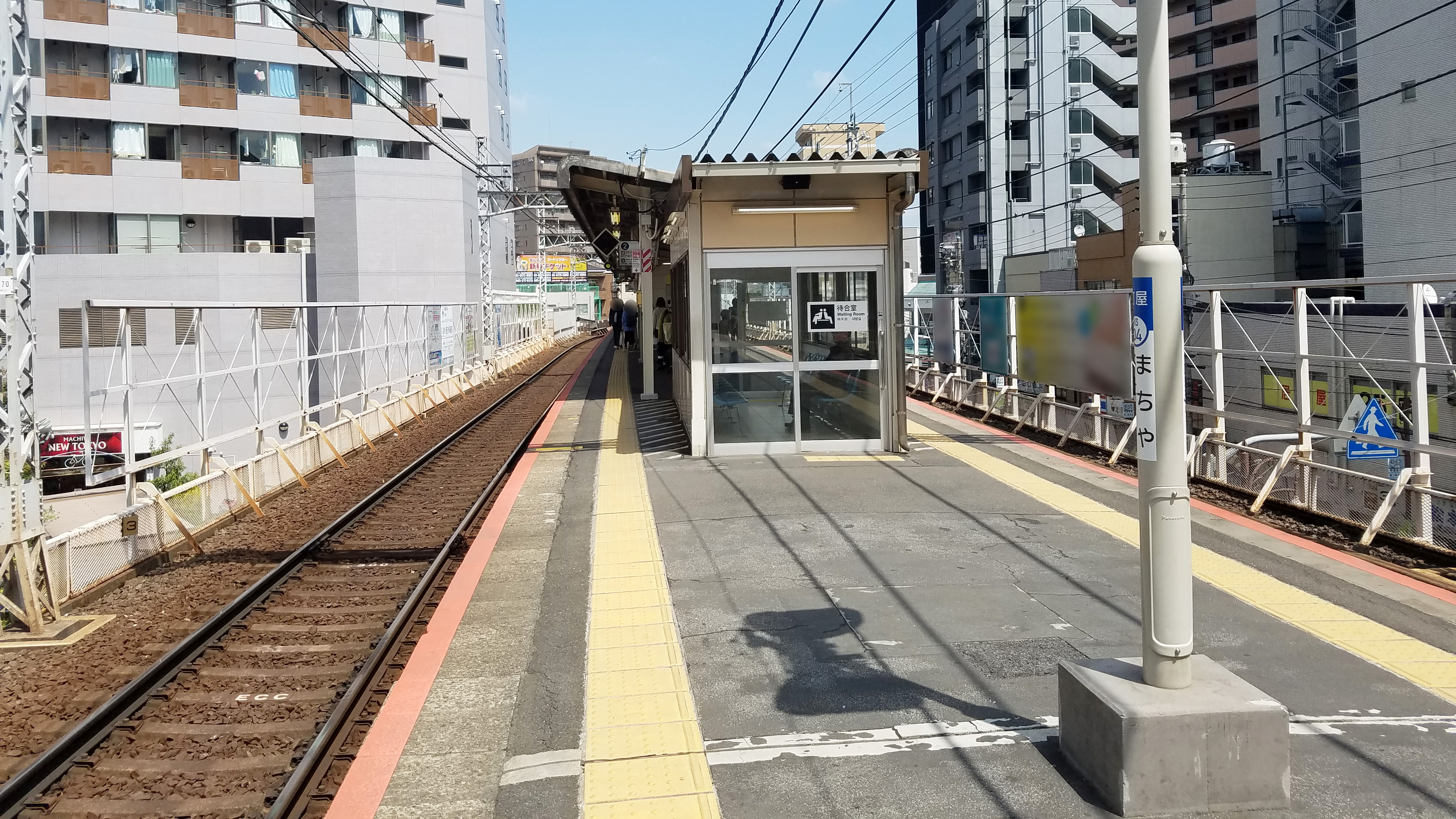
ホーム（2018年4月）

### 東京メトロ
単式ホーム1面1線上下2層構造の地下駅で、1番線ホーム（代々木上原方面）の下に2番線ホーム（綾瀬方面）がある。駅番号はC 17。
当駅から根津駅にかけては地上を通る都道313号（尾竹橋通り）・都道457号（道灌山通り）・都道437号（不忍通り）の幅が十分でないことから、途中の西日暮里駅、千駄木駅を含めて上下2層の駅間トンネル・駅構造となっている。駅中心部における地表からレール面までの深さは、1番線が10.4 m、2番線が16.3 mある。
ホーム中央にマークスタワーに直結する改札口があり、エレベーターも設置されている。

#### のりば
| 番線 | 路線     | 行先                     |
| ---- | -------- | ------------------------ |
| 1    | 千代田線 | 代々木上原・伊勢原方面   |
| 2    | 千代田線 | 北綾瀬・我孫子・取手方面 |

（出典：東京メトロ:構内図）

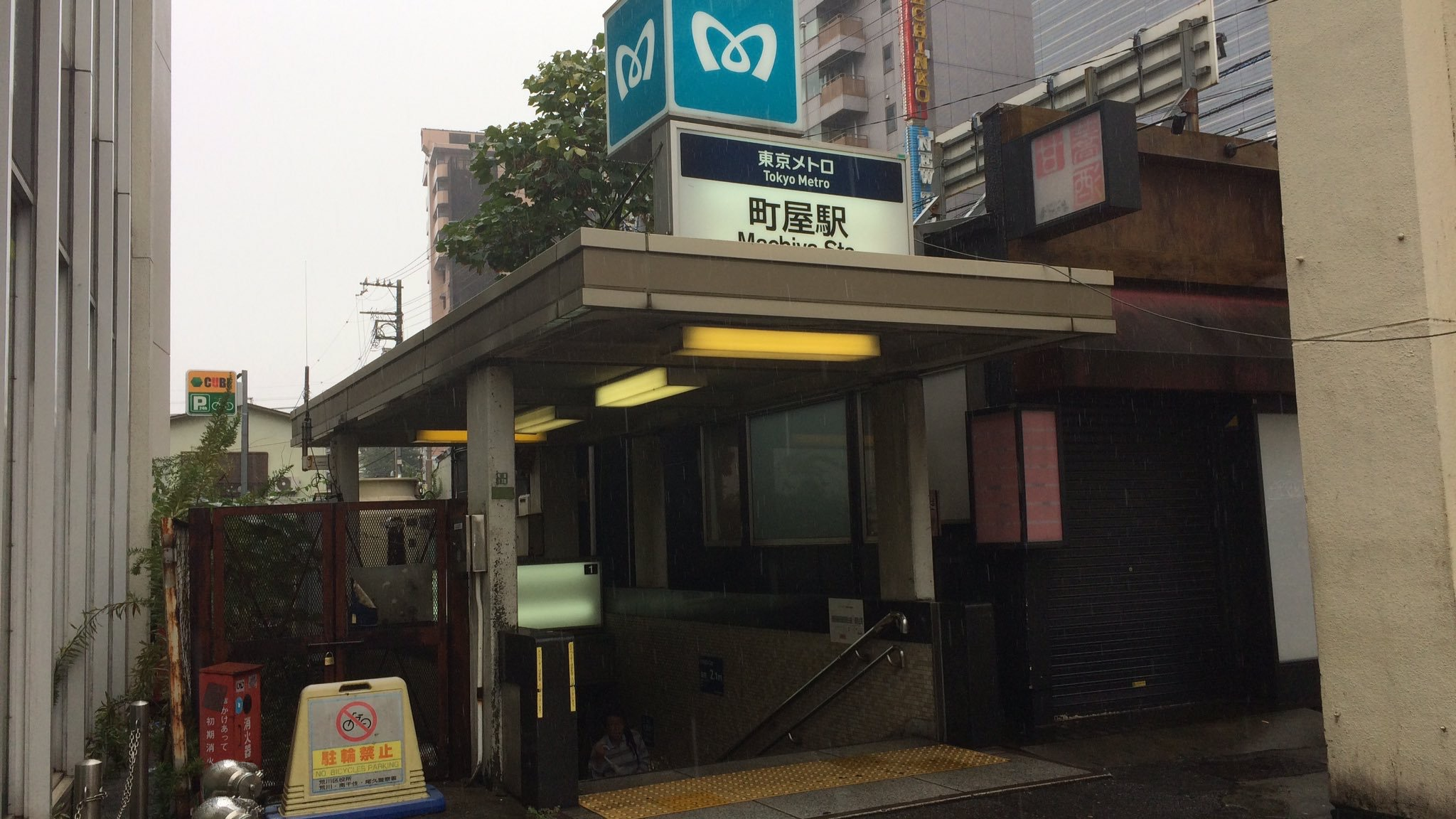
1番出入口（2017年7月）
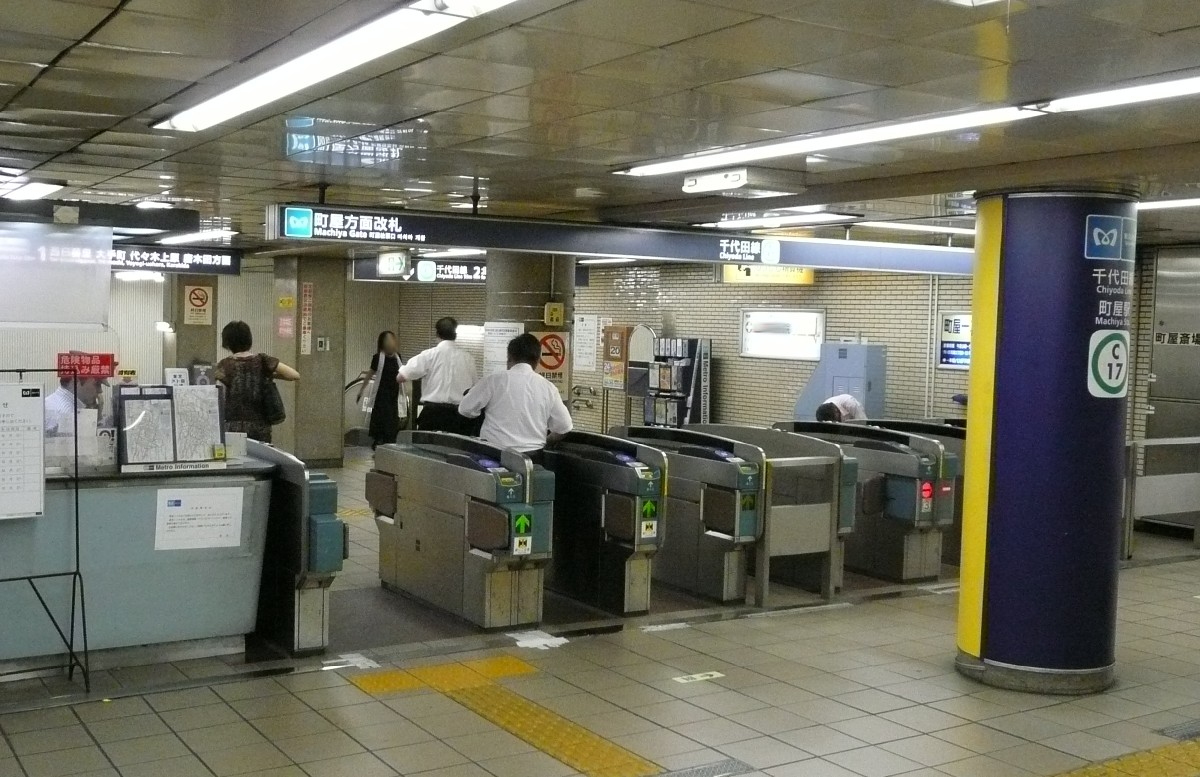
町屋方面改札口（2008年7月）
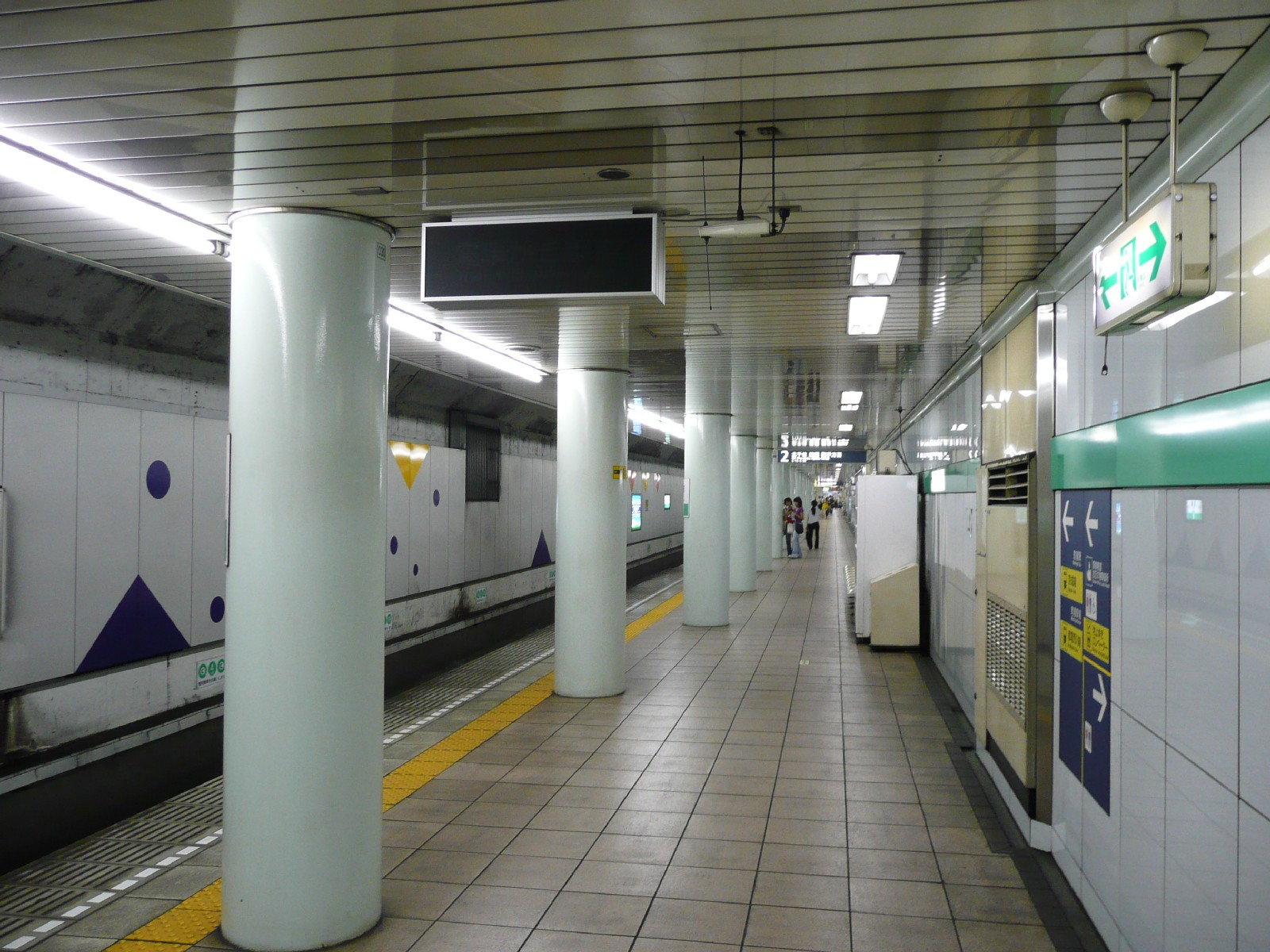
2番ホーム（2008年7月）

#### 発車メロディ
2018年10月27日よりスイッチ制作の発車メロディ（発車サイン音）を使用している。
曲は1番線が「気分はスイング」（塩塚博作曲）、2番線が「夏木立」（福嶋尚哉作曲）である。

### 東京都交通局
相対式ホーム2面2線を有する地上駅。
再開発前はホームの位置が上下線で異なる千鳥式ホームであり、商店街や地下鉄出口と一体化していた早稲田方面ホームに対し、三ノ輪橋方面ホームは尾竹橋通りを挟んだ反対側に存在した。駅前再開発完成後に両方面のホームが地下鉄出口側に揃った。なお、商店街は駅前再開発と同時に再開発ビルに集約され、取り壊された。
早稲田方面から当停留場で折り返す運用があり、乗客を降ろした後、三ノ輪橋寄りに移動し、渡り線を通って早稲田方面のホームに入る。
| 乗車ホーム | 路線                            | 方向 | 行先         |
| ---------- | ------------------------------- | ---- | ------------ |
| 北側       | 都電荒川線 （東京さくらトラム） | 上り | 三ノ輪橋方面 |
| 南側       | 都電荒川線 （東京さくらトラム） | 下り | 早稲田方面   |

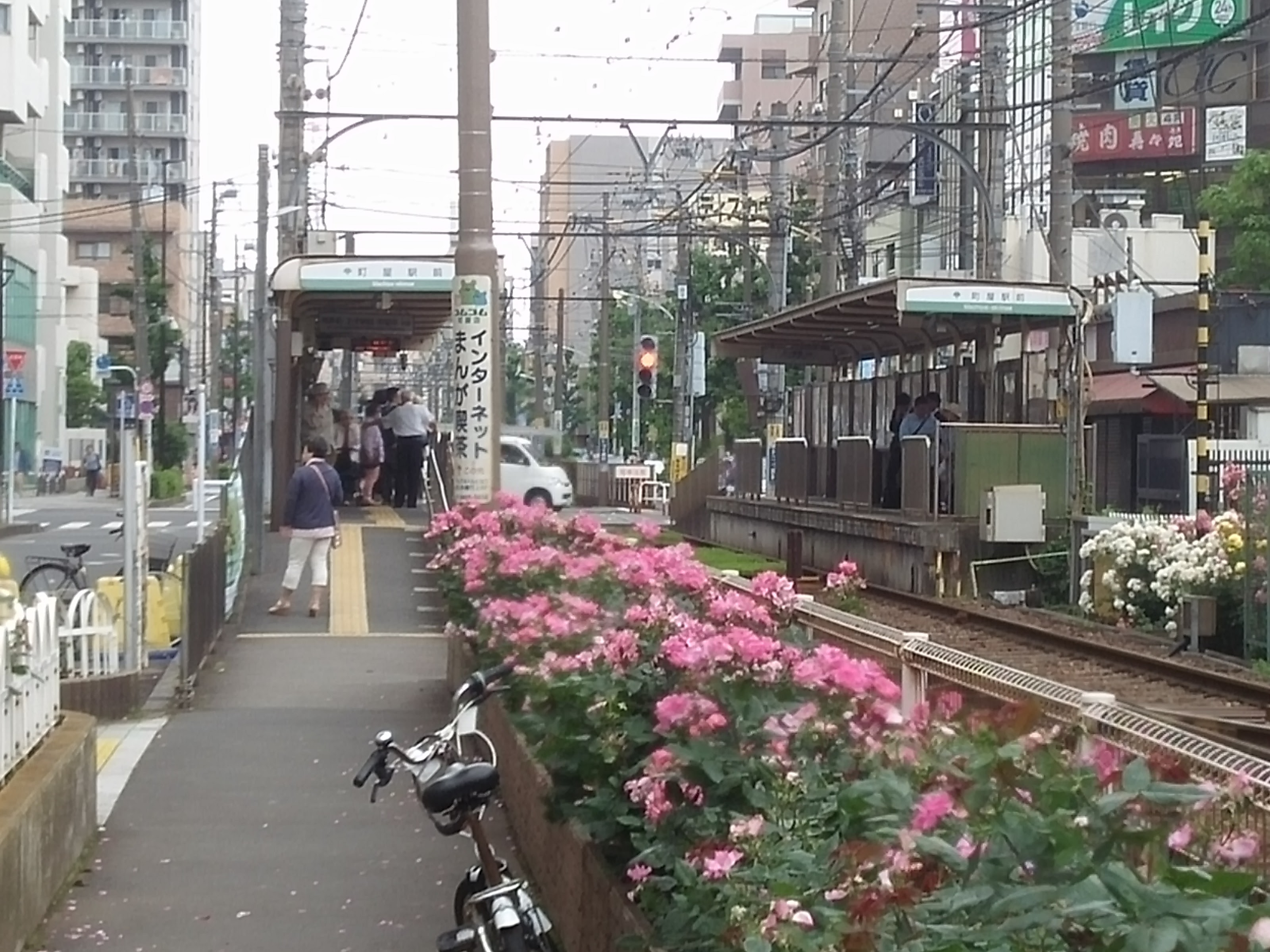
全景（2017年5月）

## 利用状況
- 京成電鉄 - 2024年度の1日平均乗降人員は19,511人である[京成 1]。
- 東京メトロ - 2024年度の1日平均乗降人員は60,574人である[メトロ 1]。
東京メトロ全130駅中60位。千代田線内で他社線との接続の有る駅では利用者数が最少。
- 東京都交通局 - 2020年度の1日平均乗降人員は8,555人である[利用客数 1]。

### 年度別1日平均乗降人員
近年の1日平均乗降人員は下表の通りである。
| 年度               | 京成電鉄         | 京成電鉄 | 営団 / 東京メトロ | 営団 / 東京メトロ |
| 年度               | 1日平均 乗降人員 | 増加率   | 1日平均 乗降人員  | 増加率            |
| ------------------ | ---------------- | -------- | ----------------- | ----------------- |
| 2000年（平成12年） |                  |          | 50,580            |                   |
| 2001年（平成13年） |                  |          | 51,213            | 1.3%              |
| 2002年（平成14年） | 21,284           |          | 52,095            | 1.7%              |
| 2003年（平成15年） | 20,597           | −3.2%    | 51,866            | −0.4%             |
| 2004年（平成16年） | 19,625           | −4.7%    | 52,030            | 0.3%              |
| 2005年（平成17年） | 19,829           | 1.0%     | 52,808            | 1.5%              |
| 2006年（平成18年） | 20,001           | 0.9%     | 54,982            | 4.1%              |
| 2007年（平成19年） | 20,019           | 0.1%     | 57,518            | 4.6%              |
| 2008年（平成20年） | 19,723           | −1.5%    | 57,049            | −0.8%             |
| 2009年（平成21年） | 19,609           | −0.6%    | 56,250            | −1.4%             |
| 2010年（平成22年） | 19,260           | −1.8%    | 55,789            | −0.8%             |
| 2011年（平成23年） | 18,515           | −3.9%    | 54,174            | −2.9%             |
| 2012年（平成24年） | 18,914           | 2.2%     | 55,306            | 2.1%              |
| 2013年（平成25年） | 19,390           | 2.5%     | 56,852            | 2.8%              |
| 2014年（平成26年） | 19,609           | 1.1%     | 57,181            | 0.6%              |
| 2015年（平成27年） | 20,197           | 3.0%     | 59,061            | 3.3%              |
| 2016年（平成28年） | 20,305           | 0.5%     | 59,925            | 1.5%              |
| 2017年（平成29年） | 20,655           | 1.7%     | 61,307            | 2.3%              |
| 2018年（平成30年） | 20,964           | 1.5%     | 62,607            | 2.1%              |
| 2019年（令和元年） | 20,915           | −0.2%    | 62,882            | 0.4%              |
| 2020年（令和02年） | 15,720           | −24.8%   | 48,181            | −23.4%            |
| 2021年（令和03年） | 16,480           | 4.8%     | 50,919            | 5.7%              |
| 2022年（令和04年） | 18,003           | 9.2%     | 55,740            | 9.5%              |
| 2023年（令和05年） | 19,043           | 5.8%     | 59,032            | 5.9%              |
| 2024年（令和06年） | 19,511           | 2.5%     | 60,574            | 2.6%              |

### 年度別1日平均乗車人員（1956年 - 2000年）
近年の1日平均乗車人員は下表の通りである。
| 年度               | 京成電鉄 | 営団   | 出典              |
| ------------------ | -------- | ------ | ----------------- |
| 1956年（昭和31年） | 14,527   | 未開業 | [ 東京都統計 1 ]  |
| 1957年（昭和32年） | 15,539   | 未開業 | [ 東京都統計 2 ]  |
| 1958年（昭和33年） | 16,514   | 未開業 | [ 東京都統計 3 ]  |
| 1959年（昭和34年） | 17,379   | 未開業 | [ 東京都統計 4 ]  |
| 1960年（昭和35年） | 18,465   | 未開業 | [ 東京都統計 5 ]  |
| 1961年（昭和36年） | 19,919   | 未開業 | [ 東京都統計 6 ]  |
| 1962年（昭和37年） | 21,258   | 未開業 | [ 東京都統計 7 ]  |
| 1963年（昭和38年） | 22,441   | 未開業 | [ 東京都統計 8 ]  |
| 1964年（昭和39年） | 23,845   | 未開業 | [ 東京都統計 9 ]  |
| 1965年（昭和40年） | 24,349   | 未開業 | [ 東京都統計 10 ] |
| 1966年（昭和41年） | 23,748   | 未開業 | [ 東京都統計 11 ] |
| 1967年（昭和42年） | 24,113   | 未開業 | [ 東京都統計 12 ] |
| 1968年（昭和43年） | 23,804   | 未開業 | [ 東京都統計 13 ] |
| 1969年（昭和44年） | 22,588   | 7,533  | [ 東京都統計 14 ] |
| 1970年（昭和45年） | 20,085   | 9,962  | [ 東京都統計 15 ] |
| 1971年（昭和46年） | 17,232   | 18,705 | [ 東京都統計 16 ] |
| 1972年（昭和47年） | 16,071   | 21,827 | [ 東京都統計 17 ] |
| 1973年（昭和48年） | 15,515   | 25,085 | [ 東京都統計 18 ] |
| 1974年（昭和49年） | 15,400   | 24,901 | [ 東京都統計 19 ] |
| 1975年（昭和50年） | 15,191   | 24,475 | [ 東京都統計 20 ] |
| 1976年（昭和51年） | 13,200   | 24,849 | [ 東京都統計 21 ] |
| 1977年（昭和52年） | 12,849   | 25,334 | [ 東京都統計 22 ] |
| 1978年（昭和53年） | 13,036   | 25,290 | [ 東京都統計 23 ] |
| 1979年（昭和54年） | 12,637   | 25,754 | [ 東京都統計 24 ] |
| 1980年（昭和55年） | 12,756   | 26,529 | [ 東京都統計 25 ] |
| 1981年（昭和56年） | 12,625   | 27,534 | [ 東京都統計 26 ] |
| 1982年（昭和57年） | 12,496   | 27,688 | [ 東京都統計 27 ] |
| 1983年（昭和58年） | 12,456   | 27,754 | [ 東京都統計 28 ] |
| 1984年（昭和59年） | 12,211   | 27,934 | [ 東京都統計 29 ] |
| 1985年（昭和60年） | 12,214   | 28,047 | [ 東京都統計 30 ] |
| 1986年（昭和61年） | 12,274   | 28,534 | [ 東京都統計 31 ] |
| 1987年（昭和62年） | 12,178   | 28,689 | [ 東京都統計 32 ] |
| 1988年（昭和63年） | 12,340   | 29,098 | [ 東京都統計 33 ] |
| 1989年（平成元年） | 12,337   | 29,277 | [ 東京都統計 34 ] |
| 1990年（平成02年） | 12,452   | 29,712 | [ 東京都統計 35 ] |
| 1991年（平成03年） | 12,626   | 29,448 | [ 東京都統計 36 ] |
| 1992年（平成04年） | 12,460   | 29,203 | [ 東京都統計 37 ] |
| 1993年（平成05年） | 12,230   | 28,860 | [ 東京都統計 38 ] |
| 1994年（平成06年） | 11,852   | 28,329 | [ 東京都統計 39 ] |
| 1995年（平成07年） | 11,634   | 27,883 | [ 東京都統計 40 ] |
| 1996年（平成08年） | 11,611   | 27,816 | [ 東京都統計 41 ] |
| 1997年（平成09年） | 11,290   | 27,359 | [ 東京都統計 42 ] |
| 1998年（平成10年） | 11,014   | 27,101 | [ 東京都統計 43 ] |
| 1999年（平成11年） | 10,798   | 26,604 | [ 東京都統計 44 ] |
| 2000年（平成12年） | 10,586   | 26,337 | [ 東京都統計 45 ] |

### 年度別1日平均乗車人員（2001年以降）
| 年度               | 京成電鉄 | 営団 / 東京メトロ | 出典              |
| ------------------ | -------- | ----------------- | ----------------- |
| 2001年（平成13年） | 10,512   | 26,529            | [ 東京都統計 46 ] |
| 2002年（平成14年） | 10,373   | 26,770            | [ 東京都統計 47 ] |
| 2003年（平成15年） | 9,948    | 26,620            | [ 東京都統計 48 ] |
| 2004年（平成16年） | 9,567    | 26,597            | [ 東京都統計 49 ] |
| 2005年（平成17年） | 9,666    | 27,107            | [ 東京都統計 50 ] |
| 2006年（平成18年） | 9,745    | 28,249            | [ 東京都統計 51 ] |
| 2007年（平成19年） | 9,754    | 29,478            | [ 東京都統計 52 ] |
| 2008年（平成20年） | 9,608    | 29,219            | [ 東京都統計 53 ] |
| 2009年（平成21年） | 9,556    | 29,000            | [ 東京都統計 54 ] |
| 2010年（平成22年） | 9,384    | 28,718            | [ 東京都統計 55 ] |
| 2011年（平成23年） | 9,022    | 27,863            | [ 東京都統計 56 ] |
| 2012年（平成24年） | 9,230    | 28,405            | [ 東京都統計 57 ] |
| 2013年（平成25年） | 9,403    | 29,162            | [ 東京都統計 58 ] |
| 2014年（平成26年） | 9,528    | 29,178            | [ 東京都統計 59 ] |
| 2015年（平成27年） | 9,833    | 30,101            | [ 東京都統計 60 ] |
| 2016年（平成28年） | 9,882    | 30,521            | [ 東京都統計 61 ] |
| 2017年（平成29年） | 10,063   | 31,205            | [ 東京都統計 62 ] |
| 2018年（平成30年） | 10,222   | 31,858            | [ 東京都統計 63 ] |
| 2019年（令和元年） | 10,212   | 31,943            | [ 東京都統計 64 ] |
| 2020年（令和02年） | 7,699    |                   |                   |
| 2021年（令和03年） | 8,050    |                   |                   |
| 2022年（令和04年） | 8,773    |                   |                   |
| 2023年（令和05年） | 9,274    |                   |                   |
| 2024年（令和06年） | 9,526    |                   |                   |

備考
1. ↑  1969年12月20日。開業日から翌年3月31日までを集計したデータ。

## 駅周辺
- マークスタワー
- 荒川区役所 町屋区民事務所
- 荒川区町屋文化センター
- 荒川自然公園
- 町屋斎場
- 東京都下水道局 三河島水再生センター
- 荒川町屋郵便局
- はいから館
- センターまちや - 町屋駅前中央地区再開発事業として建設。高層マンション・ショッピングセンター・多目的ホール「ムーブ町屋」で構成。
- 荒川区立第九峡田小学校
- 業務スーパー 町屋店（京成ストアがフランチャイジー）
- ココスナカムラ 町屋店

## バス路線
バス停留所名は都営バスは町屋駅前、京成バスは町屋駅である。
- 京成バス (さくら)
  - 南千01・南千02・南千02-1：南千住駅西口（循環）
- 都営バス
  - 草41：浅草寿町行 / 足立梅田町行

## 隣の駅
京成電鉄
 本線
■快速特急・■アクセス特急・■特急・■通勤特急・■快速
通過
■普通
新三河島駅 (KS03) - 町屋駅 (KS04) - 千住大橋駅 (KS05)
- 1947年までは千住大橋駅との間に西千住駅が存在した。

東京地下鉄（東京メトロ）
 千代田線

西日暮里駅 (C 16) - 町屋駅 (C 17) - 北千住駅 (C 18)
東京都交通局
 都電荒川線（東京さくらトラム）
荒川七丁目停留場 (SA 05) - 町屋駅前停留場 (SA 06) - 町屋二丁目停留場 (SA 07)

### 記事本文

### 利用状況
私鉄・地下鉄の1日平均利用客数
1. ↑  “移動等円滑化取組報告書（軌道停留場）（令和2年度）” (PDF).   東京都交通局. p. 3. 2021年8月13日時点のオリジナルよりアーカイブ。2021年8月13日閲覧。

私鉄・地下鉄の統計データ
1. ↑  レポート - 関東交通広告協議会
2. ↑  数字で表す荒川区（区勢概要） - 荒川区

東京地下鉄の1日平均利用客数
1. 1 2 3  “各駅の乗降人員ランキング”.   東京地下鉄. 2025年6月23日時点のオリジナルよりアーカイブ。2025年6月27日閲覧。
2. ↑  “各駅の乗降人員ランキング(2020年度)”.   東京地下鉄. 2023年6月27日閲覧。
3. ↑  “各駅の乗降人員ランキング(2021年度)”.   東京地下鉄. 2023年6月27日閲覧。
4. ↑  “各駅の乗降人員ランキング”.   東京地下鉄. 2023年6月27日閲覧。
5. ↑  “各駅の乗降人員ランキング”.   東京地下鉄. 2024年6月24日閲覧。

京成電鉄の1日平均利用客数
1. 1 2 3 4  京成電鉄株式会社. “駅別乗降人員（2024年度1日平均）” (pdf). 2025年5月5日閲覧。
2. ↑  京成電鉄株式会社. “駅別乗降人員（2020年度1日平均）” (pdf). 2023年7月1日閲覧。
3. ↑  京成電鉄株式会社. “駅別乗降人員（2021年度1日平均）” (pdf). 2023年7月1日閲覧。
4. ↑  京成電鉄株式会社. “駅別乗降人員（2022年度1日平均）” (pdf). 2023年7月1日閲覧。
5. 1 2  京成電鉄株式会社. “駅別乗降人員（2023年度1日平均）” (pdf). 2024年6月25日閲覧。

東京都統計年鑑
1. ↑  昭和31年 (PDF)  - 18ページ
2. ↑  昭和32年 (PDF)  - 18ページ
3. ↑  昭和33年 (PDF)  - 18ページ
4. ↑  昭和34年
5. ↑  昭和35年
6. ↑  昭和36年
7. ↑  昭和37年
8. ↑  昭和38年
9. ↑  昭和39年
10. ↑  昭和40年
11. ↑  昭和41年
12. ↑  昭和42年
13. ↑  昭和43年
14. ↑  昭和44年
15. ↑  昭和45年
16. ↑  昭和46年
17. ↑  昭和47年
18. ↑  昭和48年
19. ↑  昭和49年
20. ↑  昭和50年
21. ↑  昭和51年
22. ↑  昭和52年
23. ↑  昭和53年
24. ↑  昭和54年
25. ↑  昭和55年
26. ↑  昭和56年
27. ↑  昭和57年
28. ↑  昭和58年
29. ↑  昭和59年
30. ↑  昭和60年
31. ↑  昭和61年
32. ↑  昭和62年
33. ↑  昭和63年
34. ↑  平成元年
35. ↑  平成2年
36. ↑  平成3年
37. ↑  平成4年
38. ↑  平成5年
39. ↑  平成6年
40. ↑  平成7年
41. ↑  平成8年
42. ↑  平成9年
43. ↑  平成10年 (PDF)
44. ↑  平成11年 (PDF)
45. ↑  平成12年
46. ↑  平成13年
47. ↑  平成14年
48. ↑  平成15年
49. ↑  平成16年
50. ↑  平成17年
51. ↑  平成18年
52. ↑  平成19年
53. ↑  平成20年
54. ↑  平成21年
55. ↑  平成22年
56. ↑  平成23年
57. ↑  平成24年
58. ↑  平成25年
59. ↑  平成26年
60. ↑  平成27年
61. ↑  平成28年
62. ↑  平成29年
63. ↑  平成30年
64. ↑  平成31年・令和元年